# Californische struikeik
De Californische struikeik (Quercus berberidifolia) is een kleine groenblijvende boomsoort. Ze wordt 1-2 meter hoog; een enkele keer kan ze tot 4 meter uitgroeien.
Ze heeft scherp gepunte, dof groene bladeren, die 1,5-3 cm lang en 1-2 cm breed zijn. De bladeren zijn aan de bovenzijde wat leerachtig en aan de onderzijde iets behaard.
De eikels zijn alleenstaand of in paren, en wanneer ze volgroeid zijn 1-3 cm lang en 1-2 cm breed, gepunt of eivormig met een dunne hoed. Ze zijn zes tot acht maanden na de bestuiving volgroeid.
Ze is inheems op de met struiken begroeide hellingen van Californië. Ze behoort tot het chaparral ecosysteem; het woord chaparral is afgeleid van het Spaanse woord voor struikeik, chaparro. De regio kent veel soorten struikvormige eiken, en het vereist zorgvuldige determinatie om exemplaren van Q. berberidifolia en haar hybriden van elkaar te onderscheiden.
In koele, open gebieden blijft het gewoonlijk een kleine, compacte struik, maar in beschutte, of warme plaatsen kan ze enkele meters hoog worden.